# بخش پودوچری
بخش پودوچری (به انگلیسی: Puducherry district) یک منطقهٔ مسکونی در هند است که در پودوچری واقع شده‌است. بخش پودوچری ۲۹۳ کیلومتر مربع مساحت و ۹۵۰٬۲۸۹ نفر جمعیت دارد و ۳ متر بالاتر از سطح دریا واقع شده‌است.